# Zweikampf-Europameisterschaft der Junioren 2012

Logo CEB (ausrichtender Verband)

Die Zweikampf-Europameisterschaft der Junioren 2012 war das zwölte Turnier in dieser Disziplin des Karambolagebillards und fand vom 13. bis zum 15. April 2011 in Wieselburg statt.

## Geschichte
Das Jugendturnier wurde vom Europäischen Billard-Verband CEB ab 1967 erstmals als Europameisterschaft durchgeführt. Es wurde ein Zweikampf mit den Disziplinen Freie Partie und Cadre 47/2 gespielt. Die Distanzen blieben, aber 2007 wurde eine Aufnahmebegrenzung von 20 eingeführt. Die Altersgrenze der Teilnehmer war 21 Jahre.

## Modus
Gespielt wurde das Turnier in der Gruppenphase im Round Robin Modus. Danach wurde im KO-System weitergespielt.
1. MP = Matchpunkte
2. PP = Partiepunkte
3. VGD = Verhältnismäßiger Generaldurchschnitt
4. BVED = Bester Einzel Verhältnismäßiger Durchschnitt

In der offiziellen Berechnung der CEB und des Ausrichters wurde ein sogenannter Kombinationsdurchschnitt ermittelt, der wenig Aussagekraft hatte. Hierbei wurde der Durchschnitt im Cadre 47/2 mit zwei multipliziert und mit dem GD der Freien Partie addiert.
In der Endtabelle wurden die erzielten Matchpunkte vor den Partiepunkten und dem VGD gewertet.

## Abschlusstabelle (Kombinationsdurchschnitt)
| MP    | Match Points (Sieger = 2; Unentschieden = 1; Verlierer = 0) |
| Pkte. | Erzielte Karambolagen                                       |
| Aufn. | Benötigte Versuche                                          |
| GD    | Generaldurchschnitt                                         |
| BED   | Bester Einzeldurchschnitt eines Spielers                    |
| HS    | Höchstserie                                                 |
|       | Bester GD des Turniers                                      |
|       | Bester ED des Turniers                                      |
|       | Beste HS des Turniers                                       |
|       | 1. Platz (Gold)                                             |
|       | 2. Platz (Silber)                                           |
|       | 3. Platz (Bronze)                                           |

| Endklassement  | Endklassement | Endklassement       | Endklassement | Endklassement | Endklassement | Endklassement |
| Phase          | Platz         | Name                | MP            | PP            | VGD           | BVED          |
| -------------- | ------------- | ------------------- | ------------- | ------------- | ------------- | ------------- |
| Finale         | 1             | Gert-Jan Veldhuizen | 10:0          | 20:0          | 88,52         | 150,00        |
| Finale         | 2             | Kostas Antonopoulos | 5:5           | 10:10         | 70,94         | 292,00        |
| Halb- finale   | 3             | Demi Pattiruhu      | 7:1           | 13:3          | 73,31         | 158,33        |
| Halb- finale   | 3             | Antonio Montes      | 4:4           | 4:12          | 68,84         | 94,94         |
| Gruppen- phase | 5             | Adam Kozak          | 2:4           | 5:7           | 41,13         | 34,32         |
| Gruppen- phase | 6             | Andy de Bondt       | 2:4           | 4:8           | 75,63         | 65,71         |
| Gruppen- phase | 7             | Matthieu Franck     | 0:6           | 4:8           | 28,88         | -             |
| Gruppen- phase | 8             | Gregor Karner       | 0:6           | 0:12          | 11,14         | -             |

## Gruppenphase
| Abschlusstabelle Gruppe A | Abschlusstabelle Gruppe A | Abschlusstabelle Gruppe A | Abschlusstabelle Gruppe A | Abschlusstabelle Gruppe A | Abschlusstabelle Gruppe A |
| Platz                     | Name                      | MP                        | PP                        | VGD                       | BVED                      |
| ------------------------- | ------------------------- | ------------------------- | ------------------------- | ------------------------- | ------------------------- |
| 1                         | Gert-Jan Veldhuizen       | 6:0                       | 12:0                      | 74,07                     | 91,66                     |
| 2                         | Kostas Antonopoulos       | 4:2                       | 8:4                       | 69,00                     | 100,00                    |
| 3                         | Andy de Bondt             | 2:4                       | 4:8                       | 54,05                     | 65,71                     |
| 4                         | Gregor Karner             | 0:6                       | 0:12                      | 11,14                     | -                         |

| Abschlusstabelle Gruppe B | Abschlusstabelle Gruppe B | Abschlusstabelle Gruppe B | Abschlusstabelle Gruppe B | Abschlusstabelle Gruppe B | Abschlusstabelle Gruppe B |
| Platz                     | Name                      | MP                        | PP                        | VGD                       | BVED                      |
| ------------------------- | ------------------------- | ------------------------- | ------------------------- | ------------------------- | ------------------------- |
| 1                         | Demi Pattiruhu            | 6:0                       | 11:1                      | 73,80                     | 158,33                    |
| 2                         | Antonio Montes            | 4:2                       | 4:8                       | 76,90                     | 94,94                     |
| 3                         | Adam Kozak                | 2:4                       | 5:7                       | 41,13                     | 34,32                     |
| 4                         | Matthieu Franck           | 0:6                       | 4:8                       | 28,88                     | -                         |

## Endrunde
|  | Halbfinale          | Halbfinale | Halbfinale | Halbfinale | Halbfinale | Halbfinale |                     |                     | Finale | Finale | Finale | Finale | Finale | Finale |
|  |                     |            |            |            |            |            |                     |                     |        |        |        |        |        |        |
|  |                     | MP         | FP         | 47/2       | VGD        | HS         |                     |                     |        |        |        |        |        |        |
|  |                     | MP         | FP         | 47/2       | VGD        | HS         |                     |                     |        |        |        |        |        |        |
|  | Gert-Jan Veldhuizen | 2          | 50,00      | 50,00      | 150,00     | 145/104    |                     |                     |        |        |        |        |        |        |
|  | Gert-Jan Veldhuizen | 2          | 50,00      | 50,00      | 150,00     | 145/104    |                     | MP                  | FP     | 47/2   | VGD    | HS     |        |        |
|  | Antonio Montes      | 0          | 29,00      | 8,66       | 46,32      | 141/21     |                     | MP                  | FP     | 47/2   | VGD    | HS     |        |        |
|  | Antonio Montes      | 0          | 29,00      | 8,66       | 46,32      | 141/21     | Gert-Jan Veldhuizen | 2                   | 41,66  | 50,00  | 141,66 | 112/92 |        |        |
|  |                     | MP         | FP         | 47/2       | VGD        | HS         | Gert-Jan Veldhuizen | 2                   | 41,66  | 50,00  | 141,66 | 112/92 |        |        |
|  |                     | MP         | FP         | 47/2       | VGD        | HS         |                     | Kostas Antonopoulos | 0      | 9,00   | 14,6   | 38,32  | 41/25  |        |
|  | Demi Pattiruhu      | 1          | 1,00       | 21,42      | 43,84      | 1/60       |                     | Kostas Antonopoulos | 0      | 9,00   | 14,6   | 38,32  | 41/25  |        |
|  | Demi Pattiruhu      | 1          | 1,00       | 21,42      | 43,84      | 1/60       |                     |                     |        |        |        |        |        |        |
|  | Kostas Antonopoulos | 1          | 250,00     | 21,00      | 292,00     | 250/46     |                     |                     |        |        |        |        |        |        |
|  | Kostas Antonopoulos | 1          | 250,00     | 21,00      | 292,00     | 250/46     |                     |                     |        |        |        |        |        |        |

## Disziplintabellen
| Platz                      | Name                | PP   | Pkte. | Aufn. | GD    | BED    | HS  |
| -------------------------- | ------------------- | ---- | ----- | ----- | ----- | ------ | --- |
| 1                          | Gert-Jan Veldhuizen | 10:0 | 1250  | 30    | 41,66 | 50,00  | 155 |
| 2                          | Kostas Antonopoulos | 6:4  | 828   | 30    | 27,60 | 250,00 | 250 |
| 3                          | Demi Pattiruhu      | 5:3  | 727   | 21    | 34,61 | 125,00 | 248 |
| 4                          | Antonio Montes      | 4:4  | 646   | 15    | 43,06 | 62,50  | 247 |
| 5                          | Andy de Bondt       | 2:4  | 500   | 17    | 29,41 | 35,71  | 195 |
| 6                          | Matthieu Franck     | 2:4  | 234   | 34    | 6,88  | 7,00   | 80  |
| 7                          | Adam Kozak          | 1:5  | 333   | 22    | 15,13 | 83,33  | 242 |
| 8                          | Gregor Karner       | 0:6  | 116   | 23    | 5,04  | –      |     |
| Turnierdurchschnitt: 24,13 |                     |      |       |       |       |        |     |

| Platz                      | Name                | PP   | Pkte. | Aufn. | GD    | BED   | HS  |
| -------------------------- | ------------------- | ---- | ----- | ----- | ----- | ----- | --- |
| 1                          | Gert-Jan Veldhuizen | 10:0 | 750   | 32    | 23,43 | 50,00 | 105 |
| 2                          | Demi Pattiruhu      | 8:0  | 600   | 31    | 19,35 | 37,50 | 80  |
| 3                          | Kostas Antonopoulos | 4:6  | 607   | 28    | 21,67 | 37,50 | 83  |
| 4                          | Adam Kozak          | 4:2  | 312   | 24    | 13,00 | 16,66 | 52  |
| 5                          | Andy de Bondt       | 2:4  | 345   | 18    | 23,11 | 37,50 | 83  |
| 6                          | Matthieu Franck     | 2:4  | 297   | 27    | 11,00 | 25,00 | 88  |
| 7                          | Antonio Montes      | 0:8  | 361   | 28    | 12,89 | -     | 51  |
| 8                          | Gregor Karner       | 0:6  | 61    | 20    | 3,05  | -     | 29  |
| Turnierdurchschnitt: 16,02 |                     |      |       |       |       |       |     |